# Garian
Garian (in arabo غريان‎?) è una città della Libia settentrionale nella regione della Tripolitania, capoluogo del distretto di al-Jabal al-Gharbi.
Garian si trova a circa 80 km a sud di Tripoli sulle pendici dell'altopiano del Gebel Nefusa, la sua popolazione è in gran parte berbera. Nella città sono ancora visibili una tipologia di abitazioni sotterranee, dette trogloditi che erano abitate dai berberi. Queste abitazioni, costruite verticalmente dentro la roccia avevano la caratteristica di offrire una buona protezione dal caldo estivo ed anche dal freddo pungente della notte nel deserto.
Negli anni 1920 gli Italiani costruirono una ferrovia a scartamento ridotto lunga 90 chilometri da Tripoli a un punto denominato "Vertice 31" presso Garian, spesso attaccata dai berberi e poi distrutta dagli Inglesi durante la Seconda guerra mondiale.
L'economia locale è legata alla produzione di olio d'oliva, grano, zafferano, tessitura di tappeti e ceramica.